# Sony Ericsson Open 2007
Die Sony Ericsson Open 2007 sind ein Tennisturnier der WTA Tour 2007 für Damen und ein Tennisturnier der ATP Tour 2007 für Herren in Miami, welche zeitgleich vom 19. bis zum 1. April 2007 in Miami, Florida stattfindet.

## Herrenturnier
→ Hauptartikel: Sony Ericsson Open 2007/Herren

## Damenturnier
→ Hauptartikel: Sony Ericsson Open 2007/Damen